# The Ride (singel Rafała Brzozowskiego)
The Ride – singel polskiego piosenkarza Rafała Brzozowskiego, wydany cyfrowo 15 marca 2021 pod szyldem wytwórni ArtiStars oraz szwedzkiej piosenkarki Clary Rubensson wydany cyfrowo 11 marca 2021 roku jako przeciek zaś oficjalnie 16 lipca 2021 roku pod szyldem wytwórni muzycznej Softwall Music AB.
Autorami piosenki są Thomas Karlsson, Clara Rubensson, Johan Mauritzson i Joakim Övrenius, który odpowiadał również za jej produkcję. Wraz z utworem opublikowany został teledysk pod reżyserią Mikołaja Dobrowolskiego. W 2021 roku został uznany za 34. najczęściej wyświetlane wideo w Konkursie Piosenki Eurowizji.
„The Ride” został zaprezentowany 12 marca 2021 w programie Pytanie na śniadanie. Utwór reprezentował Polskę w 65. Konkursie Piosenki Eurowizji odbywającym się w maju tego samego roku, zdobywając w jego drugim półfinale nie premiowane awansem do finału 14. miejsce z liczbą 35 punktów.

## Wersja Clary Rubensson
Równolegle z wersją „The Ride” Rafała Brzozowskiego istnieje różniąca się inną aranżacją alternatywna wersja tego utworu w wykonaniu jego współautorki, szwedzkiej piosenkarki Clary Rubensson. Wersja ta pojawiła się w sieci 11 marca 2021, czyli tuż przed publikacją wersji polskiego wokalisty jako wyciek dokonany przez jedną ze stron muzycznych.
W opublikowanym 23 kwietnia 2021 wywiadzie dla portalu eurowizja.org, należącego do stowarzyszenia OGAE Polska, twórcy piosenki ujawnili, że piosenka powstała w 2020, a gotowa była już na początku października z pierwotnym przeznaczeniem dla Clary Rubensson (której to miał być czwarty w dorobku singiel), ale z myślą o Konkursie Piosenki Eurowizji utwór przejął Rafał Brzozowski.
16 lipca 2021 na szwedzkim rynku muzycznym został wydany „The Ride” w wykonaniu Clary Rubensson jako bonus do jej singla „Love in Siberia”, będącej coverem duńskiego zespołu Laban, którego to oryginalna wersja piosenki została wydana w 1985.